# Gabriela Dauerer
Gabriela Dauerer, née le 12 juillet 1958 à Nuremberg et morte le 22 janvier 2023 dans la même ville, est une peintre allemande.
Elle a étudié à l'Académie des beaux-arts de Nuremberg  (1979 - 1986) et à la  Villa Arson à Nice (1984-1986). Elle a remporté en 1988 le prix de la Villa Romana à Florence.
En 1992, elle a obtenu une bourse à New York du Ministère de l'Enseignement et de la Culture de Bavière.
En 2003, elle a participé à la Biennale de Venise avec Barbara Sillari sous le patronage du Comité national monégasque d’art plastique et de l’UNESCO.

## Expositions
- Centre national des arts plastiques, Villa Arson, Nice, 1985
- Centre d'Art Contemporain du C.A.C. Pablo Neruda, Paris, 1986
- Staatsgalerie (Stuttgart), 1988
- Art Découvertes Grand Palais, Paris, 1992
- Goethe-Institut, Japon, 1995
- Museum Abteiberg, Mönchengladbach, 2002
- Biennale de Venise, 2003[3]
- Musée des beaux-arts de Nice, 2010